# علامة مسوح
علامة مسوح هي أعراض سريرية لالتهاب الزائدة الدودية الموضعية الحادة، وسميت تيمنًا باسم طبيب الجراحة العامة فاروق مسوح من مستشفى فريملي بارك في سري/المملكة المتحدة.
وتَصف العلامة الموضع الأمثل للزائدة الدودية عن طريق لمسة خفيفة من الطبيب بإصبعي السبابة والوسطى  خلال منطقة في البطن تمتد من عظم القص إلى الحفرة الحرقفية اليسرى ثم اليمنى. وعلامة مسوح الإيجابية هي التي يقوم فيها المريض بالتكشير تألمًا عند الضغط على المنطقة اليمنى (وليست اليسرى).  
ويعتمد تفسير موثوقية هذه الأداة التشخيصية على حقيقة أن التهاب الزائدة الدودية في المرحلة الأولى يسبب عادةً تهيجًا موضعيًا في الغشاء البريتوني. ويعد الغشاء البريتوني المزود بالأعصاب شديد الحساسية للألم ولذلك فهو أيضًا حساس لحركات الهز. وبالمثل، هذا هو التفسير للعلامات الأخرى لالتهاب البريتون الموضعي مثل علامة مورفي أو علامة روفزينغ أو العلامة القطنيّة.
وأصبحت علامة مسوح شائعة بين الجراحين في المنطقة الجنوبية الغربية من إنجلترا من الناحية العملية، وأيضًا جنبًا إلى جنبٍ مع غيرها من أدوات التشخيص، والتي ترتبط إلى حدٍ كبير مع ظهور التهاب الزائدة الدودية الحاد.